# Erdenemandal (Arkhangai)
Le sum d'Erdenemandal (mongol : ᠡᠷᠳᠡᠨᠢᠮᠠᠨᠳᠠᠯ
ᠰᠤᠮᠤ, cyrillique : Эрдэнэмандал сум, MNS : Erdenemandal sum) est situé dans l'aïmag (ligue ou province) d'Arkhangai, au Centre ouest de la Mongolie.